# أف-زيرو (لعبة فيديو)
أف-زيرو  (بالإنجليزية: F-Zero)‏
هي لعبة فيديو سباقات من تطوير شركة نينتندو للتسلية والتطوير ونشر نينتندو لنظام سوبر نينتندو إنترتينمنت سيستم.
أطلقت اللعبة في 1990 في اليابان، و1991 في أمريكا الشمالية و1992 في أوروبا